# ЗСУ-23-4М
ЗСУ-23-4М-А1 «Рокач» — український зенітний ракетно-артилерійський комплекс малого радіусу дії, модифікація радянського комплексу ЗСУ-23-4 «Шилка». Перебуває в стадії розробки з 2015 року. Ключове оновлення — радар установки замінений на РЛС з цифровою антенною решіткою «Рокач-АС», а також встановлено чотири зенітні керовані ракети ближнього радіуса дії.

## Історія

### Передумови
До початку російсько-української війни 2014 року Збройні Сили України мали на озброєнні два типи зенітних артилерійських комплексів протиповітряної оборони ближньої зони — радянські комплекси 2С6 «Тунгуска» та ЗСУ-23-4 «Шилка». Систем 2С6 «Тунгуска» налічувалося приблизно 120 одиниць, а ЗСУ-23-4 «Шилка» — один зенітний ракетно-артилерійський дивізіон у складі 36-ї бригади берегової оборони ВМС. Після 2014 року почалось активне формування нових бригад, чисельність армії збільшилась майже удвічі. Більш сучасного комплексу «Тунгуска» вже не вистачало для нових частин, і в армію почали надходити відремонтовані ЗСУ «Шилка».
Із початком війни, російські сили застосовували проти української армії в основному розвідувальні БПЛА, якими вели розвідку, виявляли позиції українських військ та коригували вогонь своєї артилерії. Цей досвід показав, що роль зенітного артилерійського комплексу зростала, і основною ціллю для ЗАК стали БПЛА.
Головною проблемою у ЗСУ «Шилка» Мілітарний називав її низьку дальність стрільби — до 2,5 км, що не дозволяло досягати навіть розвідувальні БПЛА, а також застарілий радар, який мав рівень технологій півстолітньої давності. Проблемою був і технічний стан: «Шилки» до війни майже всі зберігалися на базах просто неба і не обслуговувались, мали проблеми із шасі ГМ, яке вироблялося на Митищинському машинобудівному заводі, що розташований на території Росії, а у «Тунгусок» давно вийшли строки придатності зенітних ракет.

### Розробка
З 2015 року завод «Арсенал» почав розробляти варіанти модернізації ЗСУ-23-4 «Шилка».
У 2017 році повідомлялося, що «Арсенал» здійснив глибоку модернізацію «Шилки». Модернізована установка дістала наступні зміни:.
- радіолокаційна система 1РЛ33М замінена на багатофункціональну РЛС з цифровою антенною решіткою «Рокач-АС»;
- встановлена нова оптико-локаційна система, що має тепловізійний і телевізійний канали, а також лазерний далекомір;
- додано ракетний канал — встановлено модуль з 4 зенітними керованими ракетами ближнього радіусу дії. Дальність ураження цілей у них становить 5 км;
- проведена заміна розрахунково-обчислювального пристрою на цифрову обчислювальну систему, інтегровані нові бойові алгоритми управління зброєю;
- проведена заміна інших вузлів і блоків;
- планувалася заміна газотурбінного двигуна на більш економічний.

Ключове оновлення — ЦАР «Рокач-АС», яка здатна виявляти і супроводжувати БПЛА з ефективною поверхнею розсіювання близько 0,01 м² на відстанях до 7 км. Стара РЛС 1РЛ33М мала сектор сканування 15°, а при супроводі ширина діаграми спрямованості була 1°, а в «Рокач-АС» огляд простору здійснюється одночасно в секторі 18° як по азимуту, так і по куту. Це вирішувало проблему радара 1РЛ33М, який витрачав значний час на пошук і виявлення цілей. «Рокач-АС» може одночасно супроводжувати декілька цілей в межах діаграми спрямованості. В порівнянні з 1РЛ33М, новий радар також значно економить місце всередині башти, бо 1РЛ33М займав увесь внутрішній простір, а «Рокач-АС» значно менший і винесений назовні башти. Дослідні випробування проводилися підприємством на Чернігівському полігоні.
У жовтні 2017 року версія ЗСУ-23-4М-А1 була вперше презентована на виставці «Зброя та Безпека-2017».
22 лютого 2019 року РНБО повідомила про випробування комплексу на полігоні «Ягорлик» у Херсонській області.
24 червня 2019 року дослідний зразок комплексу ЗСУ-23-4М-А1 пройшов відомчі випробування. Міністерство оборони України постановило, що комплекс готовий до дослідної експлуатації у Збройних Силах України. За даними Defense Express, випробування проходив і третій варіант ЗСУ-23-4М-А3, проте не відомо, чи були в цих випробуваннях задіяні ЗРК та оптико-електронний модуль.
У 2020 році Міністерство оборони України планувало замовити дві партії модернізованих ЗСУ-23-4М-А1. За даними Defense Express, Міноборони включило комплектування зенітних підрозділів ЗСУ до державного оборонного замовлення на 2020 рік:.

| В умовах обмеженого фінансового ресурсу, у тому числі спричиненому наслідками карантинних заходів, підприємство здійснило підготовку виробничої бази [підготовка розпочалася ще у 2019 році — прим. D.E.] та у листопаді [2020 року — прим. D.E.] надало Міністерству оборони України необхідні розрахунки з висновками для підготовки проекту державного контракту. |
| — Представники Міністерства оборони, 2020. |

| Контракт знаходиться в стадії укладання. Всі необхідні матеріали нам Міністерством оборони передані. За планом контракт має бути укладений найближчим часом в рамках держзамовлення цього року. Також, додатково, розглядається замовлення на певну кількість машин в ДОЗ-2021. |
| — Ігор Волощук, генеральний директор заводу «Арсенал», 2020. |

Станом на 2020—2021 рік, ситуація з ворожими БПЛА у війні на Донбасі потребувала вирішення: перероблені російськими бойовиками бюджетні китайські дрони постійно літали над позиціями ЗСУ, а війна в Нагірному Карабасі 2020 року показала ефективність застосування безпілотних апаратів. Російська армія також почала отримувати серійні зразки ударних БПЛА, які є носіями озброєння.
У жовтні 2021 року комплекс ЗСУ-23-4М-А1 демонструвався на виставці в Києві. Представники Збройних Сил України повідомили, що випробування дослідного зразка близькі до завершення й вже у 2022 році перші машини можуть почати випробовування в українському війську.

## Опис
За словами Леоніда Шацмана, директора компанії «Скайнет ltd», яка виробляє РЛС «Рокач», у порівнянні з радянськими РЛС і аналоговим лічильно-розв'язуючим приладом, оновлений комплекс отримав майже вдвічі більшу дальність виявлення цілей та ефективність стрільби. Так, ціль типу «винищувач» з ЕПР 1 м² оновлена РЛС виявляє на дальності до 25 км. Також з'явилася можливість виявляти швидкісні, маневрені та малопомітні цілі, в тому числі практично на нульовій висоті. Для прикладу, цивільні дрони типу Mavic або Phantom РЛС «Рокача» здатен виявити на відстані 3—9 км.

## Бойове застосування
У червні 2022 року, під час широкомасштабного російського вторгнення в Україну, повідомлялося про бойове застосування комплексу ЗСУ-23-4М-А1. Зенітники працювали в ручному режимі та лише з оптичним каналом. Видання Defense Express пояснювало це необхідністю дотримуватися режиму скритності, адже у випадку вмикання РЛС її випромінення зафіксують ворожі станції радіоелектронної розвідки, після чого за виявленими координатами установки може бути завдано удару. Розробник установки завод «Арсенал» передбачав такий сценарій використання, тому версія А2 могла комплектуватися додатковою оптико-локаційною системою.

## Галерея

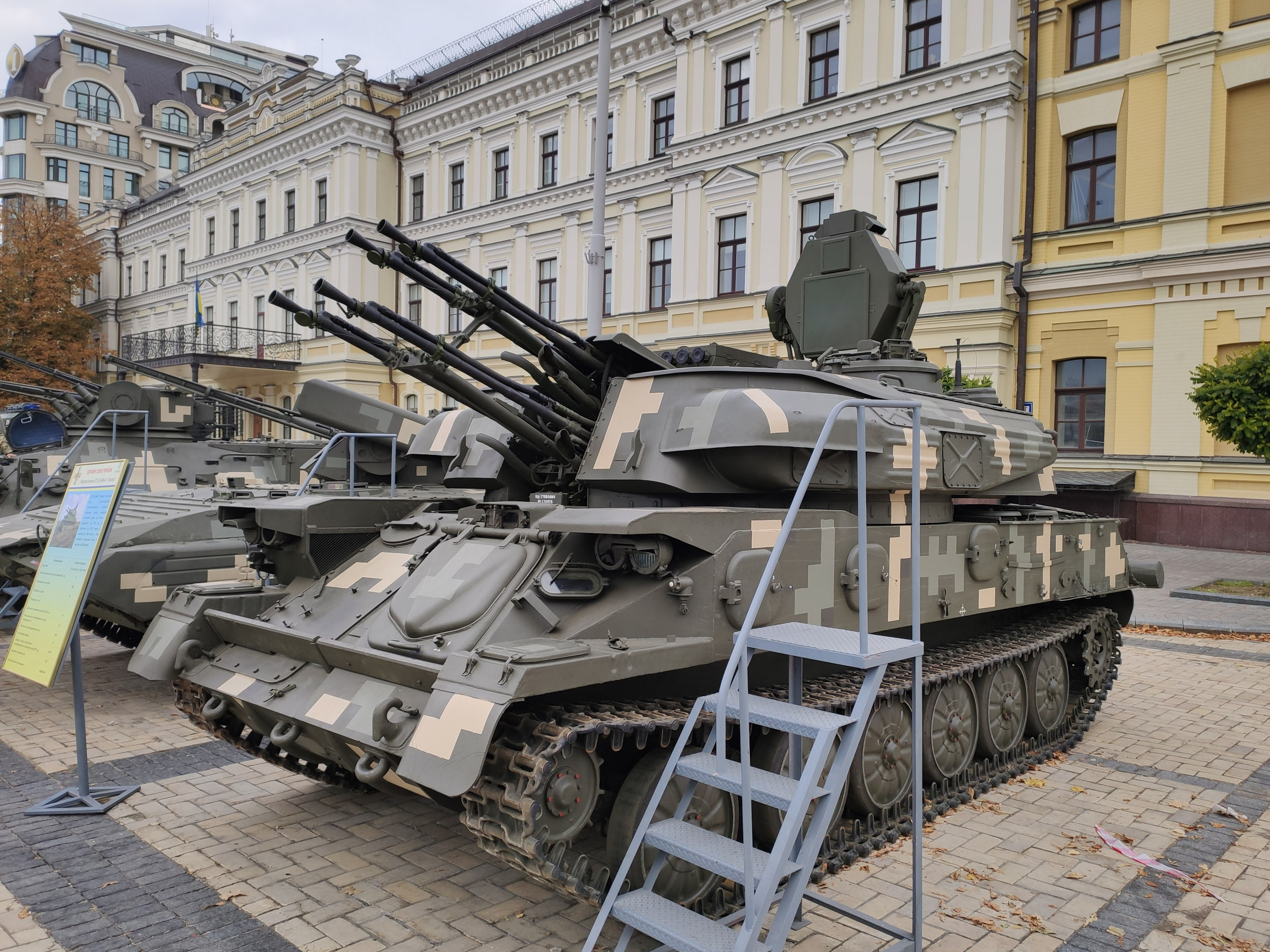
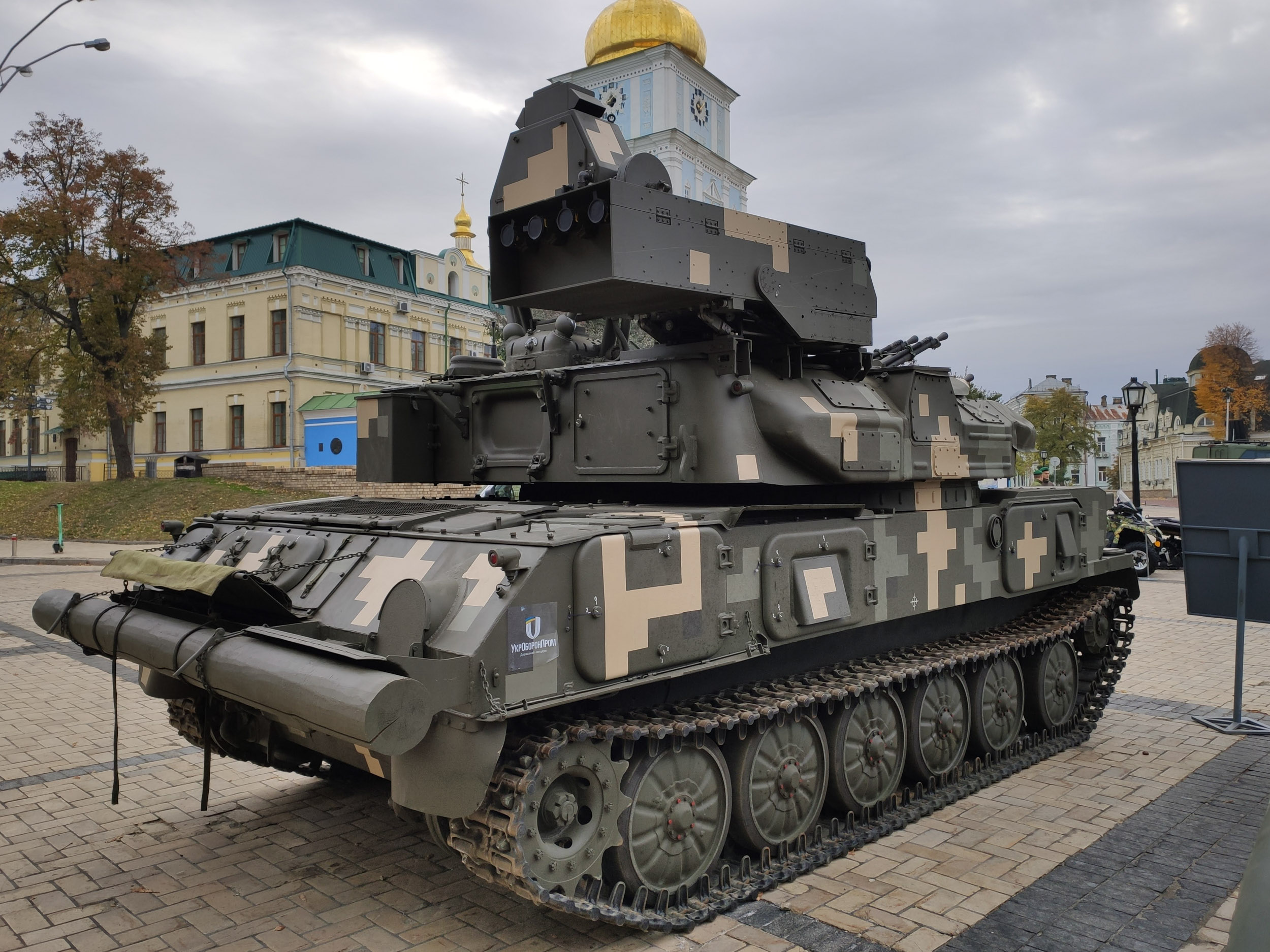

## ‎Посилання

### Відео
- Modernization of ZSU-23-4 // Укроборонсервіс, 2016